# Потушняк Михайло Федорович
Михайло Федорович Потушня́к (нар. 7 лютого 1946, Ужгород — пом. 1 березня 2009, Ужгород) — український археолог, історик та етнограф. Син українського письменника, етнографа, археолога, фольклориста, мовознавця Федора Потушняка.

## Життєпис
Михайло Потушняк народився 7 лютого 1946 року в Ужгороді в сім'ї українського письменника Федора Потушняка. Навчаючись на історичному факультеті Ужгородського державного університету брав активну участь в археологічних експедиціях. У 1966 році опублікував першу працю, присвячену неолітичним старожитностям Закарпаття. 
Після закінчення університету в 1969 році працював науковим співробітником кафедри загальної історії Ужгородського університету протягом 1971-1972 років. 
З грудня 1972 року Михайло Потушняк працював на посаді молодшого наукового співробітника Інституту археології АН УРСР. У 1985 році — науковий співробітник Ужгородської групи відділу археології Інституту суспільних наук АН УРСР, а з 1993 року — Інституту українознавства ім. І.Крип'якевича НАН України.
З 1972 року розпочав вивчення старожитностей неоліту-енеоліту, очолюючи загін Закарпатської археологічної експедиції. Михайлом Потушняком вперше здійснено охоронні розкопки великими площами в селах Запсонь, Мала Добронь, Дерцен, Серне, Баркасово, Неветленфолу, які значно поповнили джерельну базу, дали можливість відтворити матеріальну і духовну культуру неолітичних племен, суспільний лад, датування.
За час роботи Михайло Потушняк виявив, обстежив та дослідив понад 15 нових пам'яток доби неоліту-енеоліту. Стаціонарні розкопки проведено на поселеннях старчево-крішської культури Запсонь-Мала Гора (1976-1977, 1982) та Серне-Кіш Мезе (1977-1978,1988), багатошарових поселеннях Дерцен-Мала Гора (1975,1978,1983) та Запсонь-Ководомб (1982-1992). Наслідки широкомасштабних польових досліджень дозволили Потушняку виділити нову археологічну культуру доби середнього неоліту — культуру мальованої кераміки та накреслити етнокультурну ситуацію, що склалася за доби неоліту-енеоліту в північно-східному Потиссі.
Досліджував Баденську культуру.

## Доробок
Михайло Потушняк автор та співавтор понад 50 розвідок і статей, опублікованих в академічному виданні «Археологія Української РСР», угорських, словацьких, румунських часописах. 

### Вибрані публікації
- Потушняк М.Ф. Археологічні дослідження Федора Потушняка. Ужгород: Карпати-Ґражда, 2000. 20 с.
- Потушняк М.Ф. Деякі наслідки дослідження багатошарового поселення Ково Домб поблизу с. Заставне в Закарпатті. Матеріали і дослідження з археології Прикарпаття і Волині. Львів, 1995. Вип. 6. 267 с.
- Пеняк С.І., Попович І.І., Потушняк М.Ф. Звіт Закарпатської археологічної експедиції про наслідки розкопок 1989 року. НА ІА. 1989/231.
- Потушняк М.Ф. Полгарская и баденская культуры Закарпатья. Археология Украинской ССР. - К., 1985. - Т.1. -. С.291-301;
- Потушняк М.Ф. Неолит Закарпатья: культуры Криш и росписной керамики. В кн.: Археология Украинской ССР, т. 1. К., 1985
- Пеняк С.І., Попович І.І., Потушняк М.Ф. Отчёт Закарпатской новостроечной экспедиции о разведках и раскопках 1983 г. Науковий архів Інституту археології НАН України, 1983/5.
- Потушняк М.Ф. Неолітичне поселення Дякове І на Закарпатті. Археологія, 1979, вип. 30.
- Пеняк С.И., Попович И.И., Потушняк М.Ф. Отчет об охранных раскопках в зонах новостроек в Закарпатской области УССР в 1977 году. Науковий архів Інституту археологіїНАН України, 1977/18.
- Балагурі Е.А., Потушняк М.Ф., Пеняк С.І. Звіт. Археологічні дослідження в зонах меліоративних робіт у Виноградівському і Берегівському районах Закарпатської області УРСР 1972 р. Науковий архів Інституту археології НАН України, 1972/97.
- Потушняк М.Ф. Неолітична стоянка Великі Лази. Доповіді та повідомлення Ужгородського ун-ту, сер.істор., 1958 р., т. 2, с. 63 – 64.
- Потушняк М.Ф. Неолітична стоянка Підставлинець (біля с.Великі Лази на Закарпатті). Наукові записки Ужгородського ун-ту, сер.істор.-філол., 1958 р., т. 36, с. 180 – 203.